# Kadmi Cohen
Pour les articles homonymes, voir Cohen.
Kadmi Cohen, né le 20 août 1892 à Łódź (Royaume de Pologne), en Empire russe,  est un écrivain français, d'origine juive qui défendra très tôt sa position pour le sionisme. Il est déporté pendant la Seconde Guerre mondiale à Auschwitz où il meurt en juin 1944.

## Biographie
Isaac Kadmi-Cohen est né le 20 août 1892 à Łódź, en Pologne (alors partie de l'Empire russe). Ses parents l'envoient en Palestine à l'époque ottomane, en 1910, à Tel Aviv, nouvellement créée pour étudier à l'école secondaire et pour apprendre et perfectionner son français. Eux-mêmes, fortement imprégnés des idées sionistes, émigreront en Palestine sous mandat britannique, après la Première Guerre mondiale.
Très rapidement, Isaac Cohen se prend d'amour pour la France, et en août 1914, dès le début de la Première Guerre mondiale, il s'engage en tant que volontaire dans la Légion étrangère pour participer à ce qu'il considère comme une « guerre de libération contre les puissances centrales ». Il prend alors le nom de Kadmi Cohen en référence à Cadmos, fondateur de la ville de Thèbes dans la mythologie grecque.
Démobilisé, il décide de rester en France, fait des études de droit et obtient sa licence le 4 mars 1920. Il prête serment peu après, le 14 avril 1920. Profitant de la loi sur la naturalisation des volontaires étrangers, il acquiert la nationalité française par un décret du 2 juin 1920, et le 23 mars 1921, il est admis au barreau de Paris. Il se marie alors avec une jeune française catholique, qui se convertira au judaïsme et en 1922, avec sept autres jeunes confrères, il crée une association qui prendra quelques mois plus tard le nom de Union des Jeunes Avocats de Paris (UJAP). En 1928, il est fondateur et président de l'Association des anciens combattants volontaires juifs.
Son combat principal en tant que journaliste et écrivain, va rapidement être lié au mouvement sioniste. En juin 1922, il passe une thèse de philosophie à la Faculté de droit de l'université de Paris, intitulé: Introduction à l'histoire des institutions sociales et politiques chez les Sémites, dans laquelle il soutient la différence entre le sémitisme et le non-sémitisme sur la base de la relation avec la terre et le pouvoir. Quelques années plus tard, en 1929, il publie son œuvre considérée comme la plus originale Nomades. Essai sur l’âme juive, qui développe le thème de sa thèse de doctorat. Un an plus tard, en 1930, il fait paraitre l'essai L'abomination américaine. Essai politique où il critique le matérialisme américain et soutient une nouvelle Europe des peuples. La même année, il publie L'État d'Israël qu'il dédie à son ami Anatole de Monzie, où il expose sa thèse du pansémitisme.
À partir de 1929, il collabore de façon assidue à la revue Mercure de France. Ses articles sont principalement axés sur l'antisémitisme et la question juive. Au début des années 1930, il sympathise avec le parti sioniste révisionniste de Vladimir Jabotinsky, mais est également favorable à un rapprochement entre la Troisième République et la cause sioniste: il soutient entre autres un accord entre les chrétiens maronites et la direction sioniste pour la colonisation du Liban.
À la veille de la Seconde Guerre mondiale, il se rapproche du canaanisme d'Ada Gourevich, partisan d'un projet politique pansémite au Proche-Orient, englobant Juifs et Arabes. 
En 1941, Kadmi Cohen est emprisonné au camp de Royallieu, près de Compiègne. Pendant son internement, il fonde le mouvement Massada pour la renaissance du judaïsme de la Diaspora et la création d'un État juif. Le nom du mouvement rappelle l'héroïque défense des Juifs à Massada, dans le désert de Judée, contre les Romains en 73.
Relâché de Royallieu en début 1942, il publie son manifeste et s'installe chez son frère qui demeure près de Vichy. Avec l'aide de l'ancien jésuite Joseph Catry, il entre en contact avec André Lavagne, secrétaire privé du maréchal Pétain, à qui il exprime ses idées. Son projet d'une émigration massive des Juifs de France vers la Palestine aurait suscité quelques sympathies chez les autorités collaborationnistes, mais a été fortement combattu par les institutions juives de France telles que l'Union des Juifs français à Paris et le consistoire de Lyon. Lors d'une de ses interventions auprès du Gouvernement de Vichy, il défend son idée qui, selon lui est :
« La possibilité de faire quitter la France aux Juifs avec autant d'efficacité que les Allemands, mais humainement, volontairement et en vertu d'un accord international et non plus par la violence, en wagons à bestiaux, d'une manière qui était gravement dommageable au prestige de la France à l'étranger. »
Début 1944, Kadmi Cohen, âgé de 52 ans, est de nouveau arrêté cette fois par la Gestapo, envoyé au camp de Drancy et déporté par le convoi no 70, en date du 27 mars 1944 au camp de Gleiwitz, un des sous-camps du camp d'extermination d'Auschwitz-Birkenau, où il meurt en juin 1944. Il laisse derrière lui, sa femme et trois enfants (Jean-François Steiner (*1938), Josée Steiner (*1939) et Olivier Cohen-Steiner, professeur à l'Université de Paris X (1936-2019).

## L'affaire Treblinka
L'attitude équivoque de Kadmi Cohen pendant la guerre, est remise en question plusieurs années après sa mort, lors de la publication en 1966 par son fils Jean-François Steiner  du roman Treblinka. La révolte d'un camp d'extermination.  L'œuvre est préfacée par Simone de Beauvoir, et raconte le soulèvement armé des Juifs dans le camp d'extermination. Ce livre, qui repose en partie sur les témoignages de certains survivants, suscite de virulentes critiques polémiques dans la presse pour sa présentation antihistorique et irréaliste de la condition des Juifs prisonniers, et pour son attaque des dirigeants juifs de l'époque. L'action des leaders juifs pendant la Seconde Guerre mondiale avait déjà été mise en cause quelques années auparavant par Hannah Arendt dans son livre La Banalité du mal publié en 1963 après le procès d'Adolf Eichmann.
Pour de nombreux critiques, le mariage de Jean-François Steiner avec Grit von Brauchitsch, la petite-fille du Generalfeldmarschall Walther von Brauchitsch, ancien chef d'état-major de l'armée allemande et accusé de crime de guerre, confirme sa position existentielle semblable à celle de son père, malade de l'activisme nihiliste, de la compréhension du nazisme et de la continuité de l'antisémitisme[réf. nécessaire]. Dans les années 1990, Jean-François Steiner fera de nouveau parler de lui en défendant Maurice Papon, accusé de collaboration sous le gouvernement de Vichy.

## Son œuvre
- Introduction à l'histoire des institutions sociales et politiques chez les Sémites; Thèse pour le doctorat de sciences politiques et économiques; Faculté de droit de l'Université de Paris; Paris; éditeur: Marcel Giard; 1922 (ASIN B001D4SW9I)
- Nomades. Essai sur l’âme juive; préface de: Anatole de Monzie; éditeur: Alcan; Paris; 1929; (ASIN B00180ATWA)
- L'abomination américaine. Essai politique; éditeur: Flammarion; Paris; 1930; (ASIN B004U6IKW0)
- L'Ėtat d'Israël; éditeur: KRA; 5e édition; 1930; Paris; (ASIN B003WQZ6MG)
- Considérations inactuelles sur le racisme;  Mercure de France;  XLVI; 1er juillet 1935; pages: 53 à 66
- Apologie pour Israël par un juif;  Mercure de France;  XLVII; 1er mai 1936, pages 479 à 498
- Massada. Discours des Camps de Concentration. s.l. 1942.